# Перечень станций стыкования ОАО «РЖД»

## Список станций стыкования ОАО «РЖД»

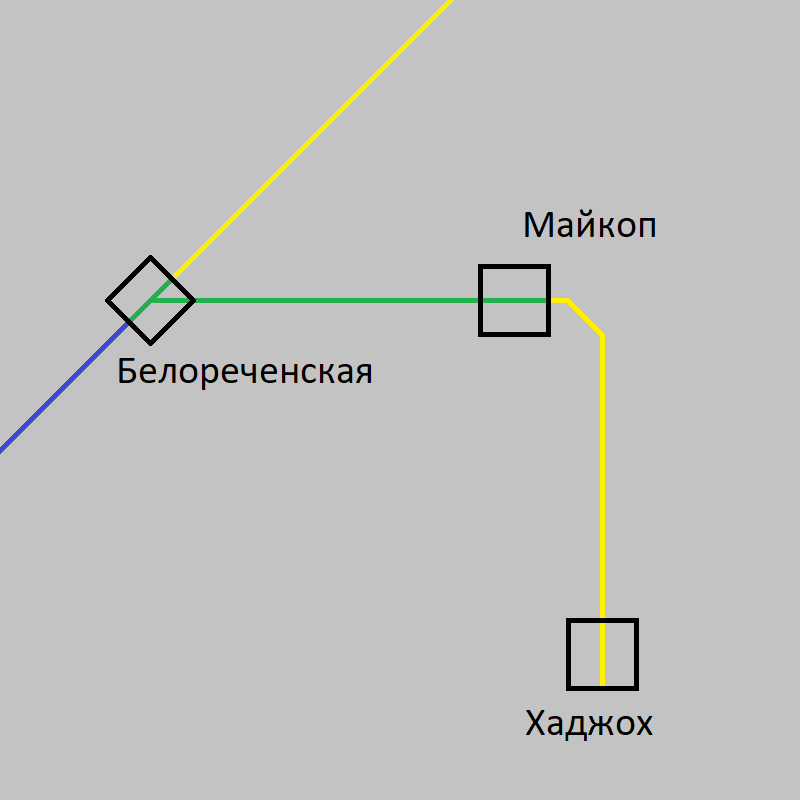
Электрификация возле станции Белореченская. Жёлтым помечена сеть переменного тока, синим — постоянного, зелёным — переключаемый участок

Это список станций Российских железных дорог, где происходит стыкование различных родов тяги (линий, электрифицированных на постоянном и переменном токе). На территории России напряжение при электрификации постоянным током составляет 3 кВ, переменным — 25 кВ. Станция, со стороны которой линия электрифицирована постоянным током, обозначается знаком (DC), переменным — (AC).

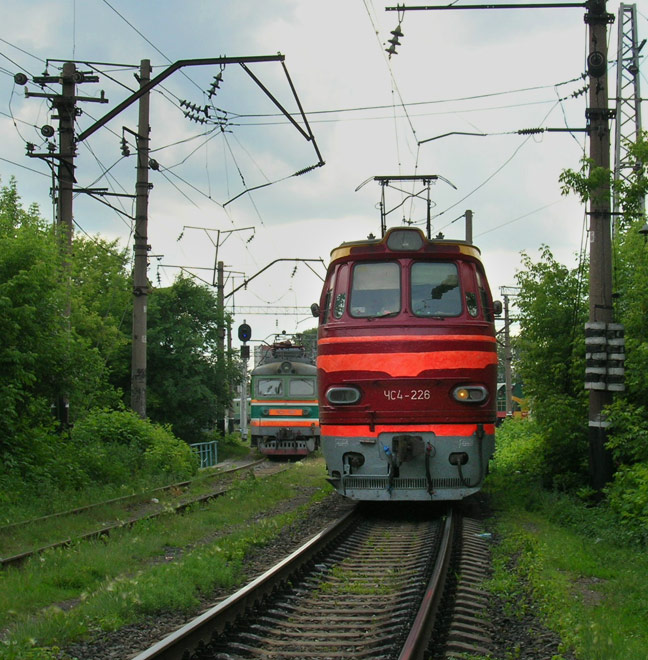
Электровозы разных систем тока на станции стыкования, слева ЧС2 — на постоянном токе, справа ЧС4 — на переменном.

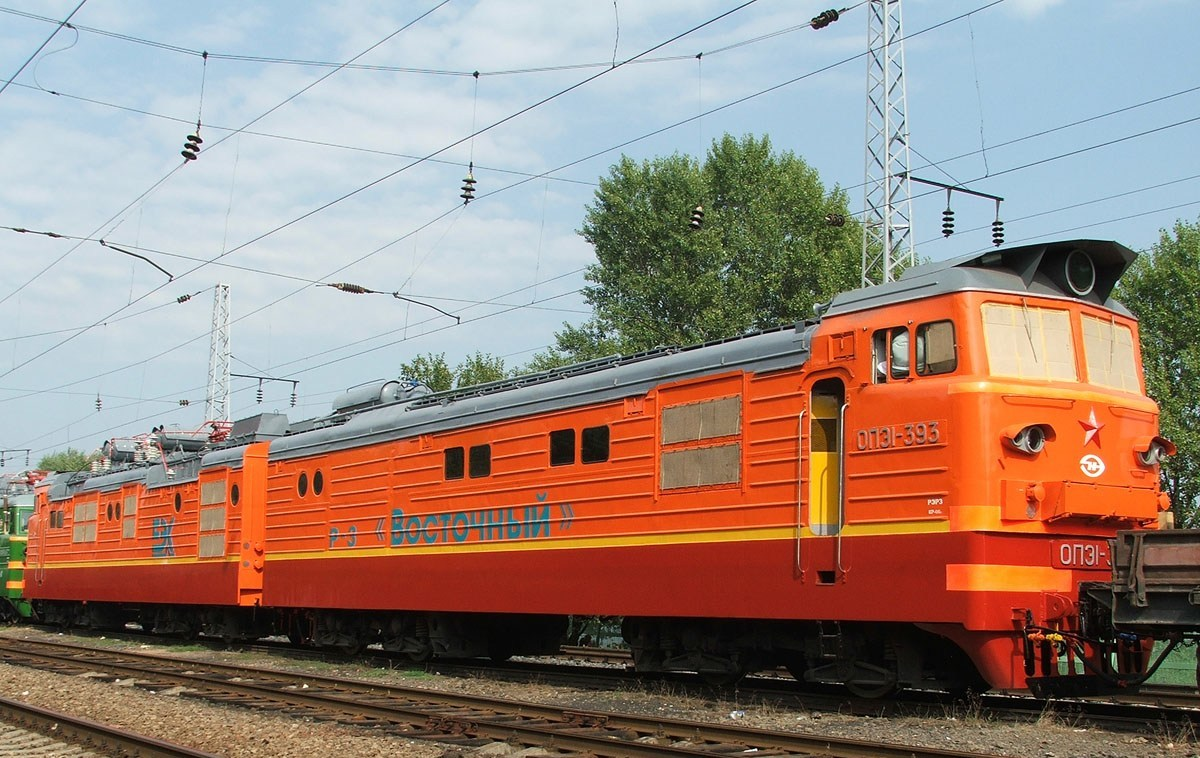
Тяговый агрегат ОПЭ1.
Напряжение в контактной сети — 10 кВ, переменный ток 50 Гц.

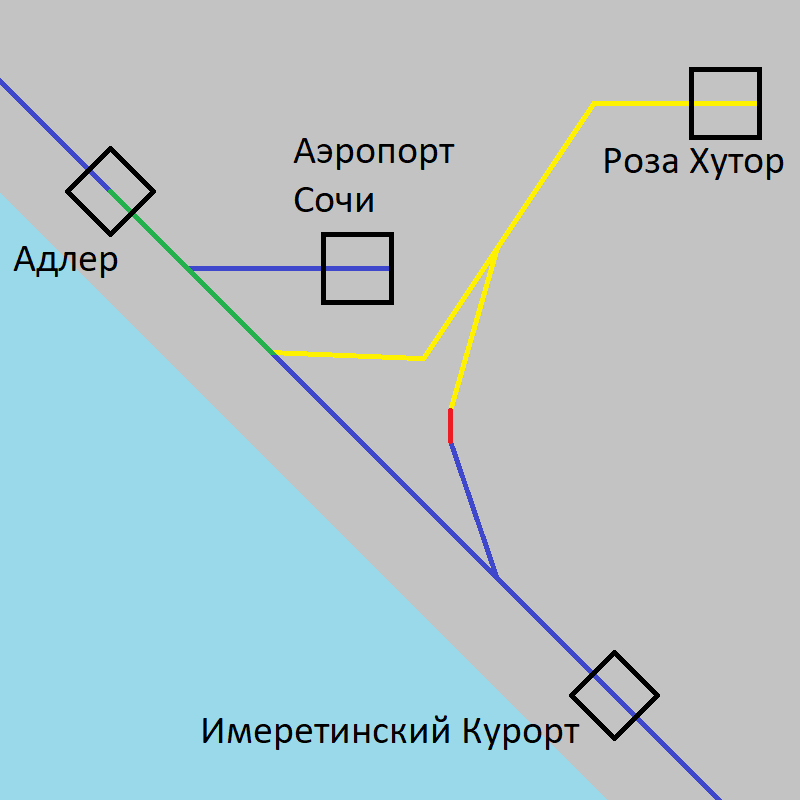
Электрификация возле станции Адлер. Жёлтым помечена сеть переменного тока, синим — постоянного, зелёным — переключаемый участок

- Артышта II — направления на Новосибирск-Главный (DC) — Новокузнецк (DC) — Барнаул (AC)
- Бабаево — на линии Волховстрой-I (DC) — Вологда-I (AC)
- Балезино — на линии Киров (AC) — Пермь-II (DC)
- Белореченская — направления на Туапсе-Пассажирская (DC) — Армавир-Туапсинский (AC) — Майкоп (AC/DC)*
- Вековка — на линии Москва-Пассажирская-Казанская (DC) — Арзамас II (AC)
- Владимир — на линии Москва-Пассажирская-Курская (DC) — Нижний Новгород-Московский (AC)
- Вязьма — на линии Москва-Пассажирская-Белорусская (DC) — Смоленск (AC)
- Горячий Ключ — на линии Туапсе-Пассажирская (DC) — Краснодар 1 (AC)
- Данилов — направления на Ярославль-Главный (DC) — Вологда-I (AC) — Шарья (AC)
- Дербент — на линии Баку-Пассажирская (DC) — Хасав-Юрт (AC)
- Дружинино — на линии Казань (AC) — Екатеринбург-Пассажирский (DC), Пермь II (DC)
- Инзер — на линии Дема (DC) — Магнитогорск-Пассажирский (AC)
- Иртышское — на линии Карбышево I (Омск) (DC) — Среднесибирская (AC)
- Карталы I — направления на Челябинск-Главный (DC) — Магнитогорск-Пассажирский (AC) — Орск (AC) — Тобол (AC)
- Мариинск — на линии Новосибирск-Главный (DC) — Красноярск-Пассажирский (AC)
- Междуреченск — на линии Новокузнецк (DC) — Абакан (AC)
- Пенза I и Пенза III — направления на Рузаевку (DC), Сызрань I (DC), Ртищево II (AC)
- Рыбное (для грузовых)/Рязань II (для пассажирских) — на линии Москва-Пассажирская-Казанская (DC) — Ряжск I (AC)
- Свирь — на линии Волховстрой-I (DC) — Петрозаводск (AC)
- Сухиничи-Главные — на линии Москва-Пассажирская-Киевская (DC) — Брянск-Льговский (AC)
- Сызрань-город — на линии Тольятти (DC) Кузнецк (DC), Инза (DC) — Сенная (AC)
- Узуново — на линии Москва-Пассажирская-Павелецкая (DC) — Павелец-Тульский (AC), линия на Рыбное (DC)
- Черепаново — на линии Новосибирск-Главный (DC) — Барнаул (AC)

Участок Белореченская — Майкоп электрифицирован по системе двойной электрификации (постоянный или переменный ток, по выбору). Кроме обычного движения данный участок используется для проведения испытаний электровозов и электропоездов для различных систем электрификации при движении в горных условиях.
Станция Магнитогорск-Грузовой является станцией стыкования переменного тока 25 кВ со стороны ЮУЖД и постоянного тока 1,5 кВ со стороны станций Входная и Гранитная, принадлежащих Магнитогорскому металлургическому комбинату (ММК). См. тяговый агрегат ЕЛ21.

## Станции стыкования с нейтральными вставками
В некоторых случаях стыкование разных систем электрификации происходит без специальных станций с переключателями контактной сети. При этом необходим двухсистемный подвижной состав (электровозы и/или электропоезда), способный работать как на постоянном (3 кВ), так и на переменном (25 кВ) токе. Непосредственно на стыке двух полигонов электрификации контактная сеть имеет нейтральные вставки, на этих вставках происходит переключение электрооборудования. На железных дорогах России такой метод применяется там, где сооружение полноценной станции стыкования экономически нецелесообразно, либо как временное решение.
В настоящее время нейтральные вставки на стыке систем электрификации применяются в двух местах:
- Перегон Бусловская (РЖД) — Вайниккала (VR) на границе Ленинградской области и Финляндии: со стороны России постоянный ток (DC 3 кВ), со стороны Финляндии — переменный (AC 25 кВ 50 Гц). Используются двухсистемные пассажирские электровозы ЭП20, электропоезда SM6 Allegro и тепловозы, ранее —грузовые электровозы ВЛ82.
- Перегон Разъезд 5 км — Разъезд 12 км на участке Адлер (DC) — Роза Хутор (AC). Только пассажирское движение (двухсистемные электропоезда ЭС1).

В прошлом нейтральные вставки применялись на станциях Данилов (с 1968 г.), Дружинино (в 1980-82 гг.) до постройки полноценных станций стыкования. С 1964 по 2006 год стык с нейтральными вставками существовал также на станции Минеральные Воды.

## Бывшие станции стыкования
По различным причинам на некоторых участках железных дорог была изменена система электрификации, и имевшиеся на них станции стыкования перестали выполнять такую функцию.
- Ожерелье — на линии Москва-Пассажирская-Павелецкая (DC) — Павелец-Тульский (AC) до 1989 года[6]. Стыкование систем электрификации перенесено в Узуново в связи с сооружением хордовой линии Узуново — Рыбное и переводом участка Ожерелье — Узуново на постоянный ток (=3 кВ).
- Зима — на линии Тайшет (AC) — Иркутск (DC) до 1995 года[7]. Участок Зима — Слюдянка переведён на переменный ток (~25 кВ 50 Гц).
- Слюдянка I — на линии Иркутск (DC) — Улан-Удэ (AC) до 1995 года[7]. Участок Зима — Слюдянка переведён на переменный ток (~25 кВ 50 Гц).
- Лоухи — на линии Беломорск (AC) — Мурманск (DC) до 2001 года[5]. Участок Лоухи — Мурманск переведён на переменный ток (~25 кВ 50 Гц).
- Минеральные Воды — на линиях Батайск — Прохладная (AC) и Минеральные Воды — Кисловодск (DC) до 2006 года[5]. Линия Минеральные Воды — Кисловодск с ответвлением Бештау — Железноводск переведена на переменный ток (~25 кВ)[5].

## Будущие станции стыкования
- Ожерелье, Елец или между ними. Ожерелье на текущий момент является станцией постоянного тока, а станция Елец — станцией переменного тока. Поскольку проект на текущий момент находится на стадии изготовления ПСД, решение вопроса стыкования неизвестно.[8][9]